# Amblyptila strophanthina
Amblyptila strophanthina là một loài bướm đêm thuộc họ Gracillariidae. Loài này có ở Nam Phi.
Ấu trùng ăn Strophanthus species. Chúng ăn lá nơi chúng làm tổ. T